# پرش هیدرولیکی

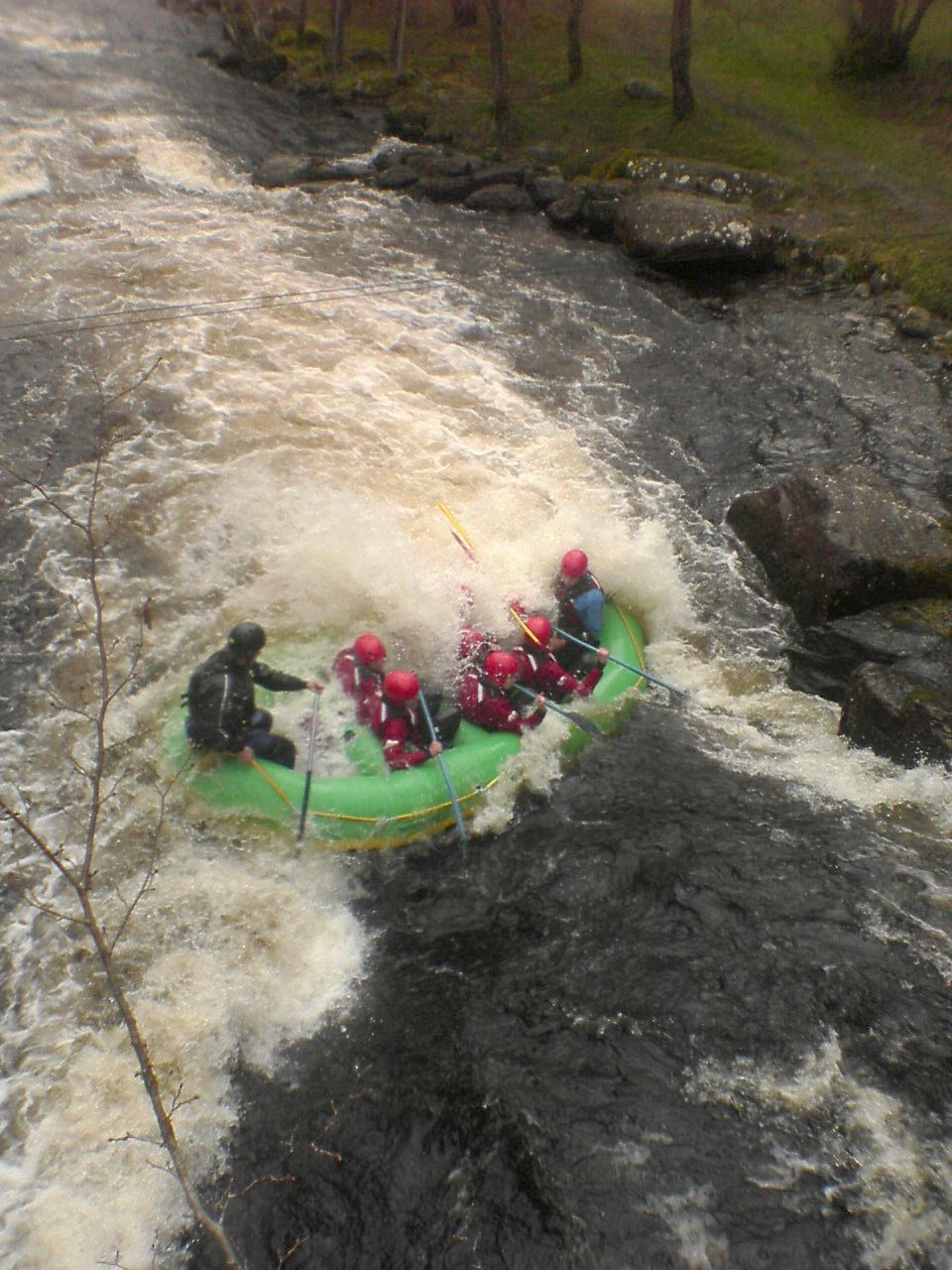
قایق مواجه شده با جهش هیدرولیکی در رودخانهٔ مواج تریورین ولز نزدیکی بالا

پرش هیدرولیکی، جهش هیدرولیکی یا پرش آبی پدیده‌ای در علم هیدرولیک است که در جریان کانال باز مورد بحث قرار می‌گیرد. هنگامی که در یک کانال با سطح آزاد، در بالادست جریان فوق بحرانی و در پایین‌دست جریان زیر بحرانی وجود داشته‌باشد، در مقطعی میان این دو جریان، پرش هیدرولیکی رخ می‌دهد که با استهلاک انرژی زیادی همراه است.
نوع پرش هیدرولیکی وابسته به سرعت اولیه سیال است. اگر سرعت اولیه سیال کمتر از سرعت بحرانی باشد، پرشی رخ نمی‌دهد. برای سرعت‌هایی نیز که چندان بالاتر از سرعت بحرانی نیستند، انتقال انرژی به صورت امواج متلاطم پدیدار می‌شود. بعد از این مقدار هرچه سرعت اولیه سیال افزایش یابد، انتقال انرژی سریع‌تر می‌شود، تا جایی که در سرعت‌های بالا، ذرات سیال از آن جدا شده و به سوی بالا پرت شده و به سمت جریان بازمی‌گردند. وقتی این اتفاق می‌افتد، پرش همراه با اثرات شدید تلاطم ناشی از جریان مانده و گردابی هوا و امواج سطحی می‌شود.
پرش هیدرولیکی باعث کاهش انرژی آب می‌شود که در جلوگیری از تخریب دیواره کانال‌ها بر اثر سرعت زیاد آب، کاربرد دارد. هم‌چنین آشفتگی ایجاد شده در حین پرش، می‌تواند در مخلوط کردن مواد شیمیایی با آب و نیز هوادهی آب مورد استفاده قرار گیرد.

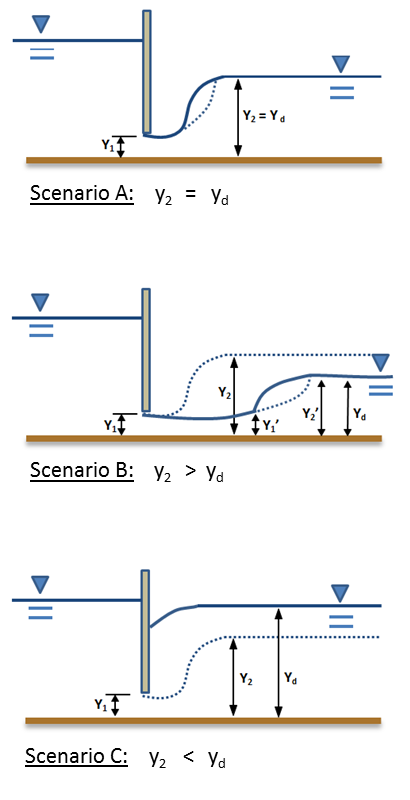
پرش هیدرولیکی مستغرق در سناریوی C

پرش هیدرولیکی می‌تواند به صورت آزاد یا مستغرق رخ دهد. هرگاه عمق آب پایین دست ({\displaystyle y_{d}}) بیشتر از عمق ثانویه پرش هیدرولیکی ({\displaystyle y_{2}}) گردد، پرش هیدرولیکی به صورت مستغرق شکل می‌گیرد.

## تعریف
در علم هیدرولیک، پرش هیدرولیکی پدیده‌ای برگشت‌ناپذیر از نوع جریان متغیر سریع است که بیش‌تر در جریان‌های با سطح آزاد مثل جریان رودخانه‌ها و جریان خروجی از سرریزها و دریچه‌ها مورد بحث قرار می‌گیرد. هنگامی که در بالادست یک کانال با سطح آزاد، جریان فوق بحرانی (حالتی که سرعت جریان در سیال از سرعت انتشار موج در آن بیشتر باشد) و در پایین‌دست آن، جریان زیر بحرانی (حالتی که سرعت جریان در سیال از سرعت انتشار موج در آن کمتر باشد) وجود داشته‌باشد، در مقطعی میان این دو جریان، پرش هیدرولیکی رخ می‌دهد؛ زیرا تبدیل جریان از فوق بحرانی به زیر بحرانی به صورت تدریجی و ملایم امکان‌پذیر نیست؛ بنابراین در پدیده پرش هیدرولیکی، جریان از حالت فوق بحرانی به حالت زیر بحرانی تبدیل می‌شود. این تبدیل به صورت ناگهانی و در فاصله‌ای کوتاه رخ می‌دهد و به دلیل ایجاد آشفتگی در سطح آب، با استهلاک انرژی زیادی همراه است.

## کاربرد و خواص پرش هیدرولیکی
- کاهش انرژی آب در جریان از روی سدها، سرریزها و دیگر سازه‌های هیدرولیکی و نهایتاً محافظت قسمت‌های پایین دست
- ترمیم و افزایش سطح آب در کانال‌ها به منظور پخش آب
- افزایش دبی خروجی از زیر دریچه‌ها با دور نگه داشتن سطح پایاب و نهایتاً افزایش ارتفاع مؤثر در عرض دریچه
- کاهش فشار بالابرنده در زیر سازه‌ها با افزایش عمق آب در دامنه سازه
- مخلوط نمودن مواد شیمیایی جهت تصفیه آب یا فاضلاب و نیز جهت مصارف کشاورزی
- هوادهی جریان‌ها و کلرزدایی فاضلاب
- جدا نمودن هوای محبوس از جریان‌های موجود در کانال‌های باز دایروی
- مشخص نمودن شرایط جریان‌های خاص نظیر وجود جریان‌های فوق بحرانی یا وجود یک سطح مقطع کنترل جهت ایجاد ایستگاه‌های اندازه‌گیری کم خرج[۵]

## رابطهٔ ریاضی

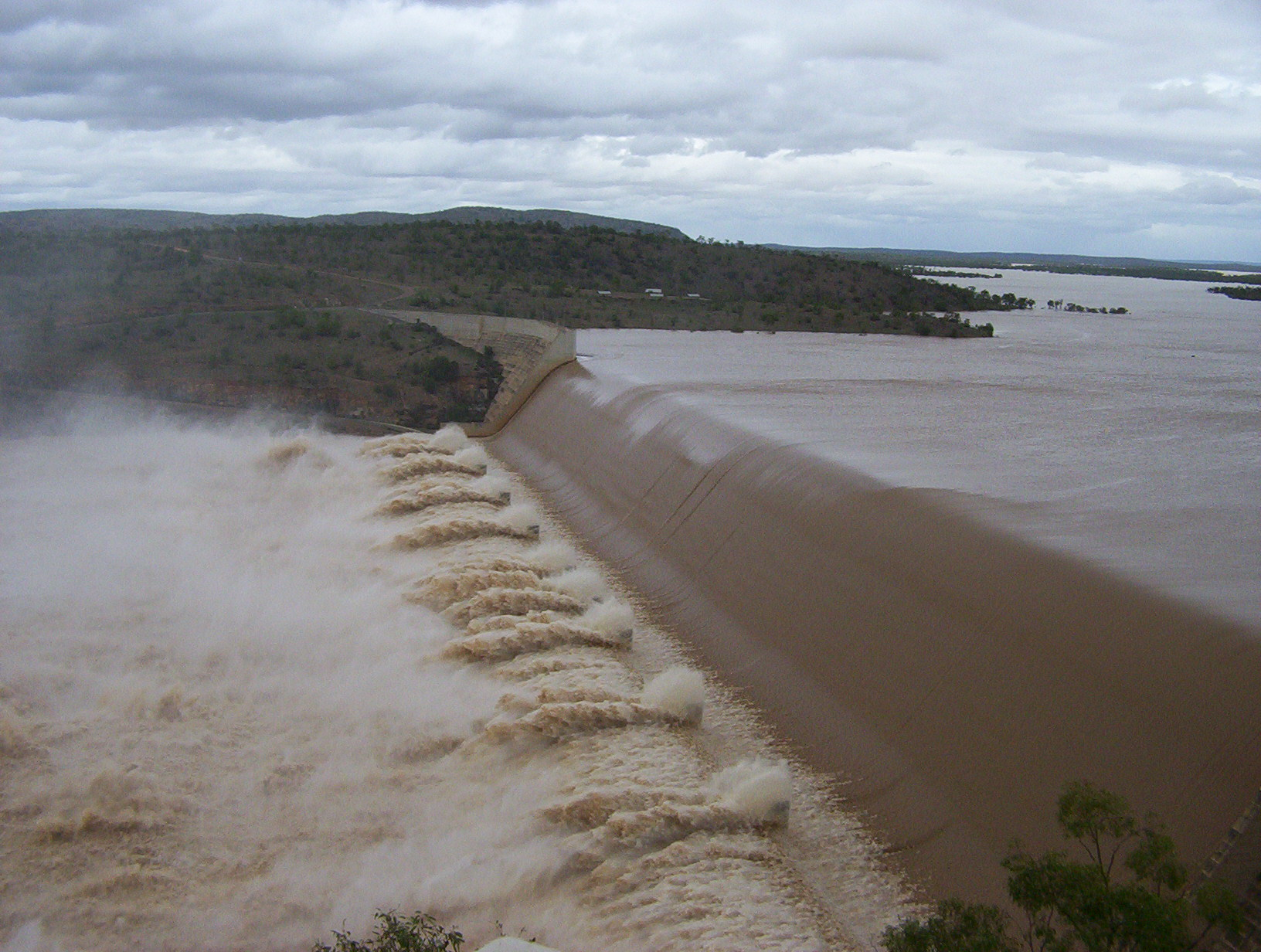
پرش هیدرولیکی در رودخانه بوردکین بعد از سد بوردکین ناشی از انسداد پایین دست و تغییر شیب.

تحلیل پرش هیدرولیکی در جریان سطح آزاد نخستین بار توسط ژان باپتیست بلانژه در سال ۱۸۲۸ میلادی انجام شد. بلانژه معادله بقای اندازه حرکت را در محدوده پرش هیدرولیکی اعمال کرد. فرض می‌شود که در یک حجم کنترل میان دو مقطع ۱ و ۲ با فاصله کوتاه، جریان با سطح آزاد برقرار باشد؛ به گونه‌ای که در مقطع ۱ جریان فوق بحرانی و در مقطع ۲ جریان زیر بحرانی باشد. معادله بقای اندازه حرکت بین دو مقطع ۱ و ۲ با فرض ناچیز بودن اصطکاک و مؤلفهٔ نیروی وزن در امتداد جریان، به صورت زیر نوشته می‌شود:
{\displaystyle F_{p1}-F_{p2}=\rho Q(v_{2}-v_{1})}
که در آن، Fp1 و Fp2 فشار وارد بر سیال در مقطع ۱ و ۲ هستند که به صورت {\displaystyle F_{p}=\gamma {\bar {d}}A} تعریف می‌شوند که در آن A سطح مقطع جریان و {\displaystyle {\bar {d}}} فاصله مرکز سطح تا سطح آزاد می‌باشند. Q دبی جریان، ρ چگالی سیال و v1 و v2 سرعت جریان در مقطع ۱ و ۲ هستند.
دو عمق به وجود آمده پیش و پس از پرش هیدرولیکی را اعماق مزدوج می‌نامند. رابطهٔ پرش هیدرولیکی را می‌توان برای مقاطع هندسی خاص، ساده‌سازی کرد.

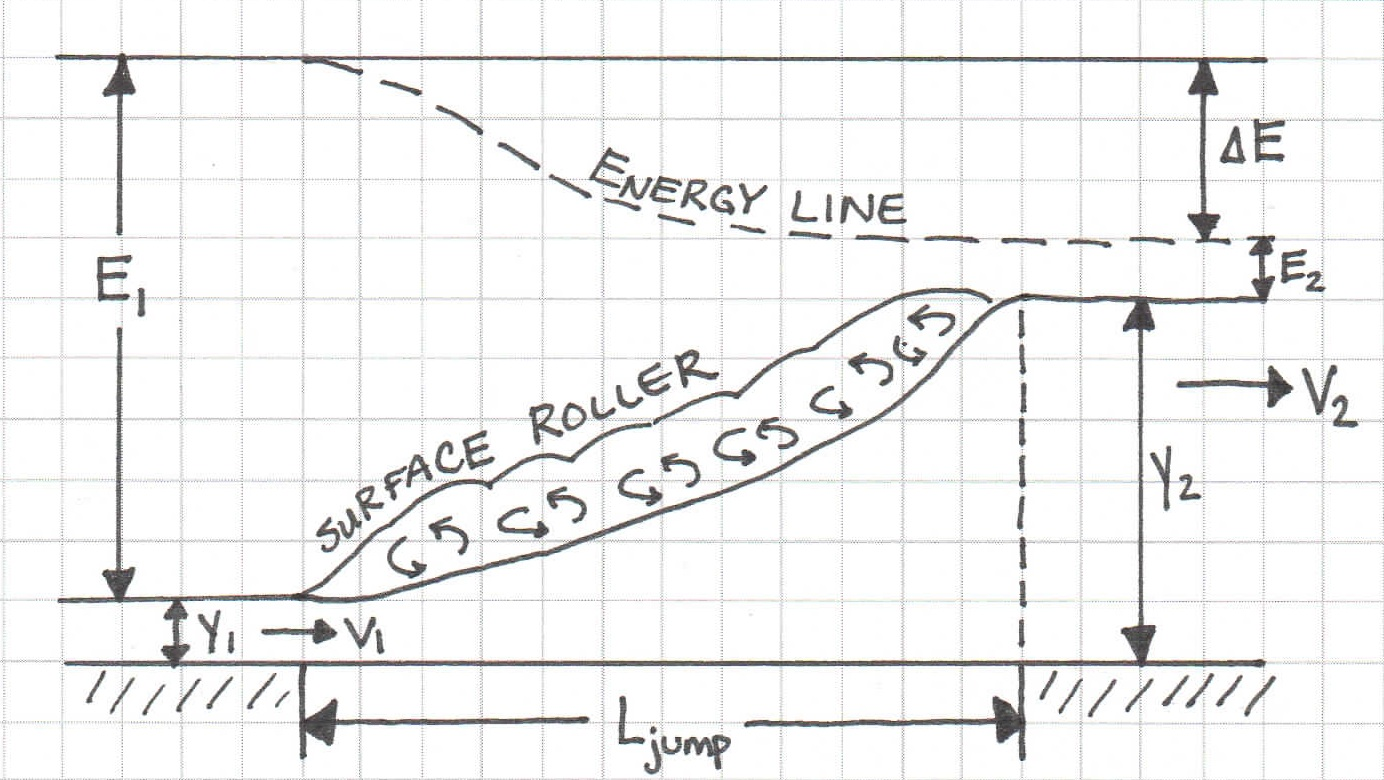
شماتیک پرش هیدرولیکی

مقطع مستطیلی
در مقطع مستطیلی {\displaystyle {\bar {d}}=y/2} که y عمق سیال است. هم‌چنین A=by که b عرض کانال است؛ بنابراین رابطه پرش هیدرولیکی برای مقطع مستطیلی به صورت زیر است:
{\displaystyle {\frac {y_{1}^{2}}{2}}+{\frac {Q^{2}}{gy_{1}^{2}b^{2}}}={\frac {y_{2}^{2}}{2}}+{\frac {Q^{2}}{gy_{2}^{2}b^{2}}}}
با استفاده از تعریف عدد فرود و ساده‌سازی معادله بالا، رابطه‌ای به صورت زیر به دست می‌آید که نسبت دو عمق مزدوج پیش و پس از پرش را برحسب عدد فرود پیش از پرش (Fr1) نشان می‌دهد:
{\displaystyle {\frac {y_{2}}{y_{1}}}={\frac {1}{2}}({\sqrt {1+8Fr_{1}^{2}}}-1)}
به دلیل تقارن معادلات، می‌توان رابطهٔ بالا را به صورت زیر نیز نوشت:
{\displaystyle {\frac {y_{1}}{y_{2}}}={\frac {1}{2}}({\sqrt {1+8Fr_{2}^{2}}}-1)}
به دلیل کوچک بودن عدد فرود پس از پرش (Fr2)، ممکن است مقدار عبارت جذر گرفته‌شده به یک نزدیک شود و محاسبهٔ اختلاف میان دو مقدار نزدیک به هم می‌تواند منجر به خطای محاسباتی شود. برای افزایش دقت در محاسبهٔ رایانه‌ای عمق مزدوج اولیه، می‌توان به جای رابطهٔ بالا از بسط سری آن به صورت زیر استفاده کرد:
{\displaystyle {\frac {y_{1}}{y_{2}}}=2Fr_{2}^{2}-4Fr_{2}^{4}+16Fr_{2}^{6}-...}

### طول پرش
طول پرش (‎Lj) به صورت فاصلهٔ میان شروع پرش تا پایان آخرین موج آشفتگی تعریف می‌شود و در محاسبات طراحی، به کار می‌رود. بر اساس پژوهش‌های انجام شده، رابطه‌ها و نمودارهای گوناگونی برای تعیین طول پرش ارائه شده‌اند. یکی از رابطه‌های مورد استفاده برای محاسبهٔ طول پرش در کانال‌های مستطیلی، توسط اداره عمران و آبادانی آمریکا، به صورت زیر معرفی شده‌است:
{\displaystyle L_{j}={\begin{cases}3y_{2}.Fr_{1}^{1/2}&1<Fr_{1}<2.5\\5(y_{2}-y_{1})&2.5\leq Fr_{1}<4.5\\6y_{2}&4.5\leq Fr_{1}<9\end{cases}}}

### پرش روی سطح شیب‌دار
اگر شیب کانال قابل توجه باشد (‎θ>۶°)، باید اثر نیروی وزن سیال در معادلهٔ اندازهٔ حرکت در نظر گرفته شود. در این حالت، نسبت میان عمق‌های مزدوج از رابطهٔ زیر به دست می‌آید:
{\displaystyle {\frac {y_{2}}{y_{1}}}={\frac {{\sqrt {1+8G^{2}}}-1}{2}}}
در رابطهٔ بالا G به صورت تابعی از Fr1 و θ محاسبه می‌شود:
{\displaystyle G={\frac {Fr_{1}}{\sqrt {\cos \theta -{\frac {KL\sin \theta }{d_{2}-d_{1}}}}}}}
که در آن، L طول پرش، K ضریب تصحیح و d1=y1cosθ و d2=y2cosθ عمق آب روی سطح شیبدار هستند.

### پرش روی بستر زبر
تحقیقات آزمایشگاهی نشان داده‌اند که زبری بستر جریان، باعث ایجاد تغییراتی در مشخصات پرش هیدرولیکی می‌شود. بر پایهٔ مطالعات انجام شده، این زبری منجر به کاهش طول و عمق ثانویهٔ پرش هیدرولیکی و افزایش استهلاک انرژی آن می‌شود.

## انواع پرش
پرش‌ها از نظر گوناگونی به دو صورت قابل تقسیم‌بندی هستند:

### تقسیم‌بندی بر اساس جریان بالادست
پرش هیدرولیکی بر اساس عدد فرود پیش از پرش (‎Fr1) به چند دسته تقسیم می‌شود:
- پرش موجی: اگر ‎۱≤Fr1≤۱٫۷ باشد، تنها آشفتگی اندکی در سطح آب دیده می‌شود و امواج کوچکی را در سطح آب پدیدمی‌آورد.
- پرش ضعیف: اگر ‎۱٫۷≤Fr1≤۲٫۵ باشد، پرش هیدرولیکی حاصله با آشفتگی سطحی شناسایی می‌شود و سرعت در مقطع جریان، تقریباً یکنواخت است.
- پرش نوسانی: اگر ‎۲٫۵≤Fr1≤۴٫۵ باشد، نفوذ جریان بالادست به پیشانی پرش، باعث ایجاد موج نامنظمی می‌شود که به سوی پایین‌دست حرکت می‌کند.
- پرش پایدار: اگر ‎۴٫۵≤Fr1≤۹ باشد، پرش شدید در یک منطقه محصور می‌شود. از پایین‌دست تأثیر نمی‌پذیرد و موجی به سوی پایین‌دست تشکیل نمی‌شود. اتلاف انرژی ۴۵ تا ۷۰٪ است.
- پرش قوی: اگر ‎۹≤Fr1 باشد، پرش بسیار شدید باعث افت قابل ملاحظهٔ انرژی جریان (تا ۸۵٪) می‌شود.

دسته‌بندی بالا تنها برای مقطع مستطیلی معتبر است. شکل مقطع و شرایط بالادست از جمله توزیع سرعت در مقطع و توسعه‌یافته بودن جریان روی موقعیت پرش اثرگذار هستند.

### تقسیم‌بندی بر اساس جریان پایین‌دست
وضعیت جریان در پایین‌دست پرش می‌تواند باعث تغییر در پرش شود.
- پرش آزاد: در این گونه پرش، شرایط پایین‌دست تأثیری در پرش هیدرولیکی و بالادست آن ندارد.
- پرش اجباری: پرش به کمک سازه‌هایی مانند آب‌پایه و آبشار شکل می‌گیرد. این سازه‌ها به کاهش طول حوضچه یا عمق آب پایین دست کمک می‌کنند.
- پرش مستغرق: در این گونه پرش، شرایط پایین‌دست به گونه‌ای است که امکان تشکیل عمق مزدوج در بالادست وجود ندارد. در نتیجه پرش به سوی بالادست پیشروی می‌کند و در صورت وجود مانع (مانند دریچه) پرش به صورت مستغرق انجام می‌شود و آشفتگی به درون جریان منتقل می‌شود.[۱۸]

## کنترل پرش
در فرایند پرش هیدرولیکی تلاطم قابل توجهی رخ می‌دهد. این تلاطم ممکن است منجر به تخریب سازهٔ رودخانه یا کانال شود. هم‌چنین موقعیت مکان رخداد پرش هیدرولیکی مشخص نیست و وابسته به مشخصات جریان است. برای جلوگیری از پیشروی پرش در کانال و نگه داشتن آن در یک محدودهٔ مشخص و حفاظت‌شده، از سازه‌های کنترل پرش استفاده می‌شود. این سازه‌ها هم‌چنین باعث اتلاف انرژی جنبشی اضافی جریان نیز می‌شوند و در نتیجه سازه‌های مستهلک کنندهٔ انرژی نیز نامیده می‌شوند.

### حوضچه آرامش
حوضچهٔ آرامش سازه‌ای است که در پایین‌دست سرریزها و سایر سازه‌هایی که کاهش ناگهانی تراز جریان را ایجاد می‌کنند، قرار می‌گیرد و برای اتلاف انرژی اضافی ناشی از اختلاف تراز به کار می‌رود. هر حوضچه معمولاً از سه بخش پای تندآب، بلوک‌های آرام‌کننده و آب‌پایه تشکیل می‌شود. بلوک‌های پای تندآب در ابتدای حوضچه قرار می‌گیرند و برای کوتاه کردن پرش به کار می‌روند. بلوک‌های آرام‌کننده در میانهٔ حوضچه برای اتلاف انرژی به صورت متمرکز ساخته می‌شوند. آب‌پایه نیز در انتهای حوضچه قرار دارد و برای کنترل موقعیت پرش مورد استفاده قرار می‌گیرد. روش‌های متداول طراحی حوضچه‌ها شامل حوضچهٔ آرامش SAF و حوضچه‌های آرامش USBR هستند.
انتخاب نوع حوضچه وابسته به مشخصات جریان بالادست است. برای نمونه، برای Fr1>5 و دبی در واحد عرض (q) کمتر از ۴۶ مترمکعب بر متر از حوضچهٔ USBR II استفاده می‌شود. نمودارها و رابطه‌هایی برای تعیین ابعاد اجزای حوضچه (به‌ویژه برای عددهای فرود پایین Fr1<4.5) بر پایهٔ مشخصات جریان ارائه شده‌اند.

### شیب‌شکن
شیب‌شکن برای سرشکن کردن شیب به کار می‌رود و باعث تغییر ناگهانی تراز آب می‌شود. یکی از انواع آن، شیب‌شکن قائم است. در شیب‌شکن، جریان به صورت بحرانی یا فوق بحرانی است؛ در نتیجه جریان در حال سقوط، فوق‌بحرانی است و در پایین شیب‌شکن، پرش هیدرولیکی ایجاد می‌شود. برای طراحی شیب‌شکن می‌توان از روابط تجربی ارائه شده‌استفاده کرد.

## یادداشت
1. ↑  Saint Anthony Falls
2. ↑  United States Bureau of Reclamation
3. ↑  Drop